# محمد العليم
محمد العليم سياسي كويتي مواليد الكويت عام 1960 نائب سابق في مجلس الامة الكويتي ، كما شغل منصب وزير النفط والكهرباء والماء.

## عن حياته
ولد محمد عبد الله هادي جزا العليم المطيري في دولة الكويت ، وهو حاصل على بكالوريوس في الهندسة الصناعية من الولايات المتحدة الأمريكية ، وكان عضواً في مجلس الأمة الكويتي عام 1996 ،وشغل منصب كبير مهندسي التخطيط في شركة نفط الكويت ومدير فريق تخطيط العمليات في الشركة نفسها، كذلك شغل منصب المستشار الفني للخطة الانتقالية للإصلاح في بلدية الكويت عام 1992.